# La era está pariendo un corazón
«La era está pariendo un corazón» es una canción del músico, compositor y trovador cubano Silvio Rodríguez. Grabó una primera versión en  1968, acompañado por Enrique Plá a la batería y Leo Brower al órgano, e incluida en el EO Canción protesta, pero la versión más conocida es la perteneciente a su segundo álbum de estudio Al final de este viaje, lanzado en 1978, con el único acompañamiento de la guitarra de Silvio. 
Según el propio cantautor, está inspirada por el Che Guevara y fue escrita unos minutos antes de Fusil contra fusil, otro tema dedicado al guerrillero argentino.

## Versión de Los Bunkers
El grupo chileno Los Bunkers hizo una versión del tema en su álbum de 2010 Música libre, producido por el tecladista, guitarrista y vocalista de la banda mexicana Café Tacvba. Fue lanzado como sencillo el 16 de enero de 2012, siendo el último del álbum antes mencionado. Tuvo la colaboración del cantautor chileno Manuel García en la voz principal.

### Recepción comercial
Fue lanzado como sencillo el 16 de enero de 2012, bajo la producción de Emmanuel del Real, y la letra original de Silvio Rodríguez. A pesar de ser uno de los "himnos" de Rodríguez, el sencillo fue poco acogido por los oyentes chilenos, llegando sólo a la posición número #87 de las listas chilenas.
Éste tampoco logró entrar a las listas de ventas en México, también fue poco escuchado, siendo el sencillo de más bajas ventas del álbum.

### Posiciones en listas
| Lista                 | Posición |
| --------------------- | -------- |
| Chile (Chile Top 100) | 87       |

### Créditos
- Álvaro López – Coros, Guitarra acústica
- Francisco Durán – Guitarra eléctrica
- Mauricio Durán – Guitarra eléctrica
- Gonzalo López – Bajo
- Mauricio Basualto – Batería, Percusión
- Manuel García - Voz solista